# Kostajnica (ort)
Kostajnica är en ort i Bosnien och Hercegovina.   Den ligger i entiteten Republika Srpska, i den nordvästra delen av landet, 210 km nordväst om huvudstaden Sarajevo. Kostajnica ligger 112 meter över havet och antalet invånare är 4 739.
Terrängen runt Kostajnica är platt åt nordost, men åt sydväst är den kuperad. Kostajnica ligger nere i en dal.Närmaste större samhälle är Knežica, 16,6 km sydost om Kostajnica. 
I omgivningarna runt Kostajnica växer i huvudsak lövfällande lövskog. Runt Kostajnica är det ganska tätbefolkat, med 67 invånare per kvadratkilometer.